# テキサス州対ジョンソン事件
テキサス州対ジョンソン事件（てきさすしゅう たい じょんそんじけん、Texas v. Johnson、491 U.S. 397 (1989)）は、アメリカ合衆国の国旗の冒涜を禁じるテキサス州法を違憲とした合衆国最高裁判所の画期的判決（landmark decision）である。ウィリアム・ブレナン裁判官が被告人グレゴリー・リー・ジョンソンによる国旗焼却行為は合衆国憲法修正第1条に基づいて保護される表現に該当するとした多数意見を執筆し、これを裁判官9人中5人が支持した。デヴィッド・D・コール及びウィリアム・クンスラー各弁護士が、ジョンソンの弁護人を務めた。

## 事件の背景

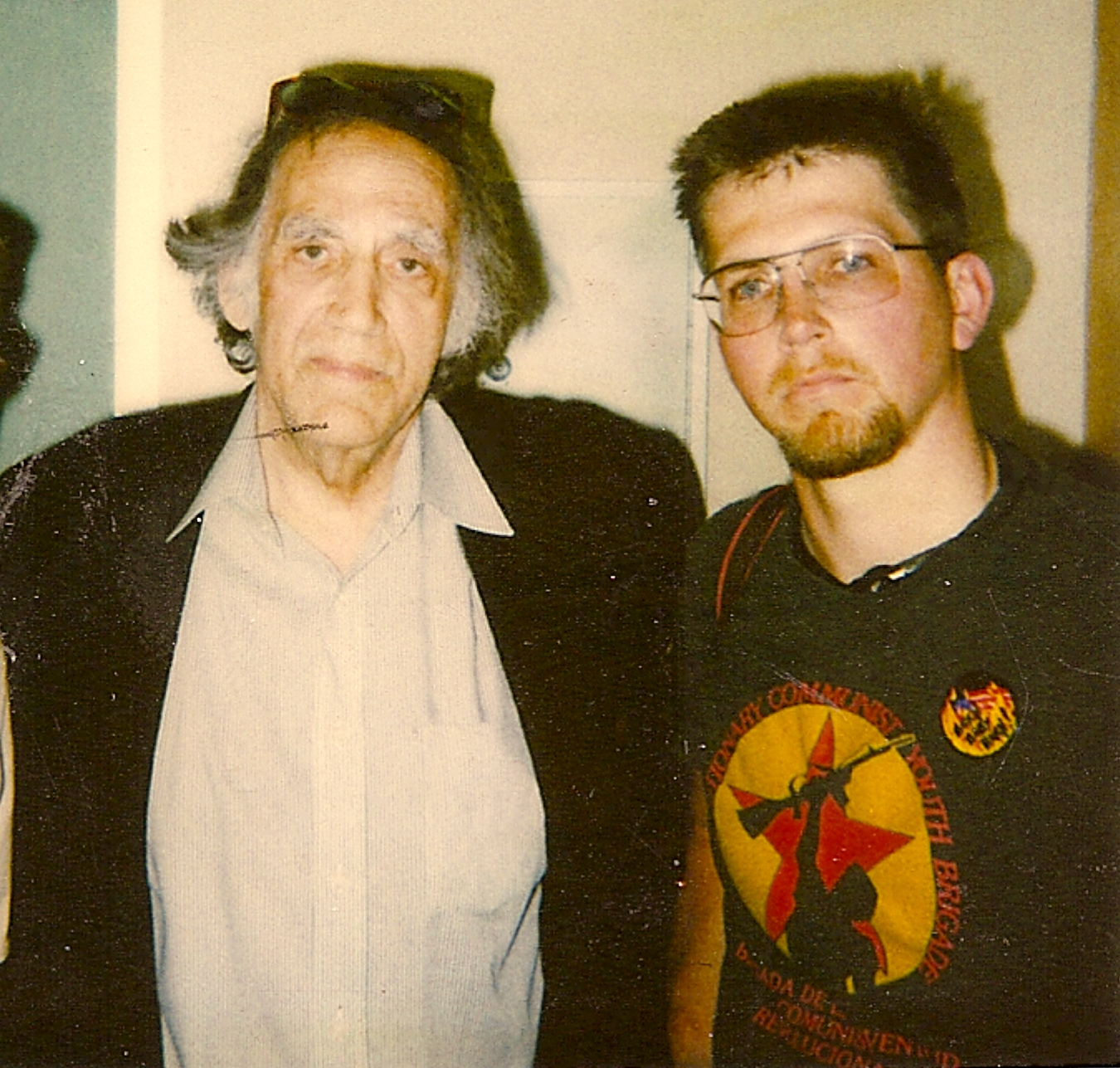
ジョンソン（向かって右側）と弁護士クンスラー（1989年ころ）

事件当時、グレゴリー・リー（・ジョーイ）・ジョンソンは、Revolutionary Communist Youth Brigade（革命共産主義者青年団）の一員であり、ダラスで行われた1984年共和党全国大会の期間中、レーガン政権及びダラスを拠点とする企業に反対する政治デモ活動に参加した。デモ隊は街中を行進し、植木鉢をひっくり返す、壁に落書きをするといった行動をとっていたが、ジョンソン自身はそのような行動には加わっていなかった。ある時点で、別のデモ参加者の一人が、標的とされた施設の外にある旗竿から取ってきたアメリカ国旗をジョンソンに手渡した。
デモ隊がダラス市庁舎に到着したとき、ジョンソンは国旗に灯油を注ぎ、火をつけた。国旗が燃えている間、デモ隊は、「アメリカよ、赤、白それに青、てめえに唾を吐いてやる。てめえの意味は収奪、てめえの末路は沈没」、「レーガン、モンデール、どっちになる？ どっちでも第三次世界大戦だ」といった語句を叫んでいた。これによって物理的に傷ついた者はいなかったが、国旗焼却の目撃者のうち何人かは、非常に不快に感じたと話した。見物人の一人、ダニエル・E・ウォーカーは、国旗の燃えかすを集め、フォートワースの自宅の裏庭に埋めた。
ジョンソンは、崇敬の対象となっている物の損壊を禁じるテキサス州法に違反したとして起訴された（崇拝対象物の冒涜）。ジョンソンは有罪となり、1年の拘禁刑及び2000ドルの罰金刑を宣告された。これに対し、ジョンソンはテキサス州第5地区控訴裁判所に控訴するも判断は覆らなかった。だが、第三審のテキサス州刑事控訴裁判所での手続において、同裁判所は有罪判決を破棄し、テキサス州は国旗を焼却したことをもってジョンソンを罰することはできない、なぜなら合衆国憲法修正第1条はそのような行動を象徴的言論として保護しているからであると判示した。
同裁判所は、「（他者と）異なる権利は、我らが修正第1条の自由の中核をなすと認められることから、政府は、市民の一体感を命令によって強制することはできない。それゆえ、まさにその政府が一体性の象徴を作り上げ、当該象徴と関連づけられるべき承認された一連の言説というものを定めることは許されない」とした。また、同裁判所は、本件における国旗焼却によって、治安侵害又はそのおそれは生じていないと結論付けた。
テキサス州は、連邦最高裁判所に上告受理申立てを行い、受理される。1989年、最高裁は判決を言い渡した。

## 最高裁判所の判断

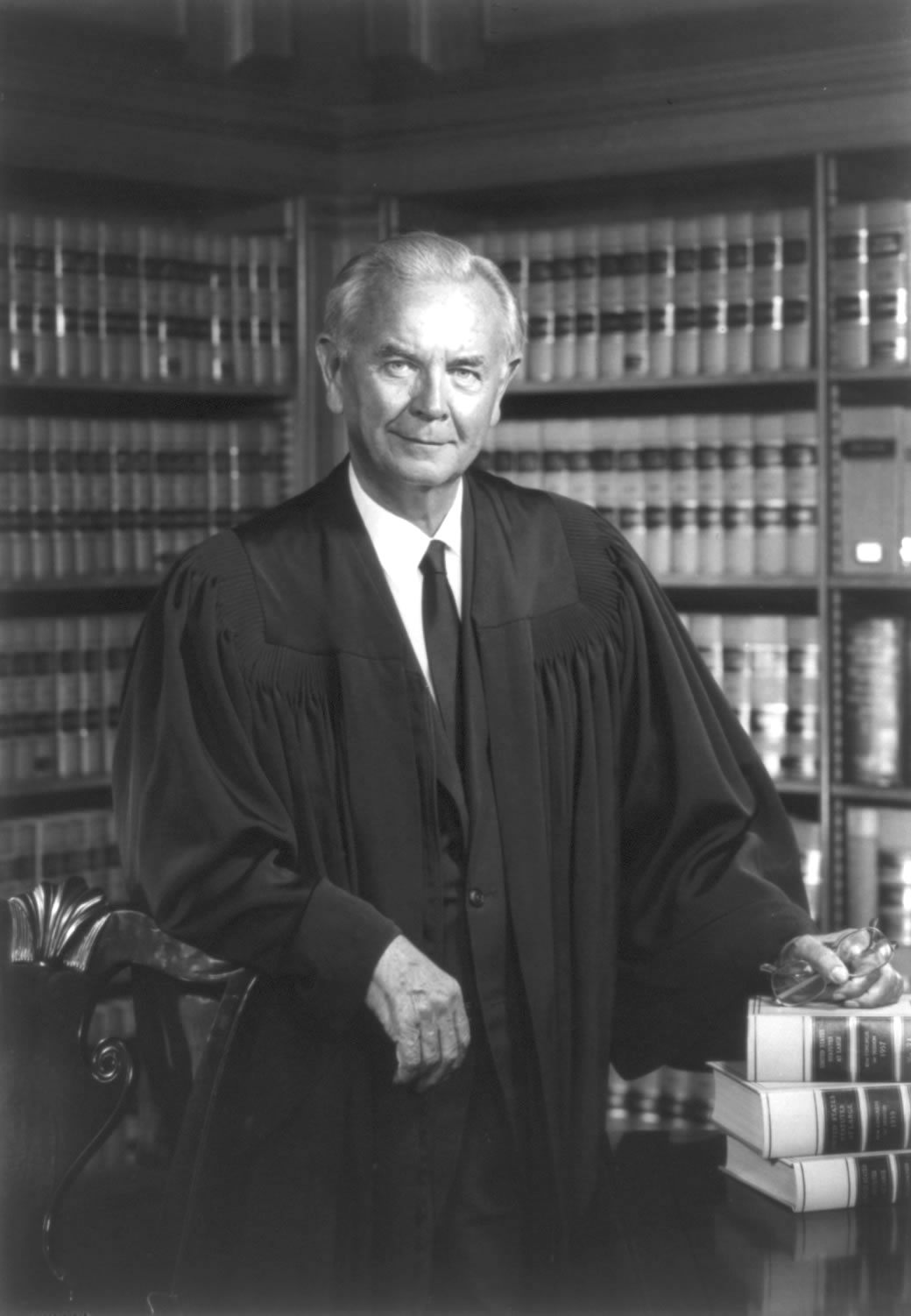
多数意見を執筆したブレナン裁判官

最高裁の意見は割れ、5対4の僅差で上記テキサス州法を適用してジョンソンを国旗冒涜により有罪とすることは合衆国憲法修正第1条に反するとされた。多数意見（法廷意見、以下「裁判所」）はウィリアム・J・ブレナン・ジュニア裁判官が執筆し、サーグッド・マーシャル、ハリー・ブラックマン、アントニン・スカリア及びアンソニー・ケネディの各裁判官がこれに加わった。多数意見に加わった上で、ケネディ裁判官は別に補足意見を書いている。
まず、裁判所は、合衆国憲法修正第1条が非言語的活動（non-speech acts）を保護の対象としているか否かという論点について検討した。なぜなら、ジョンソンは、言語的なコミュニケーションではなく国旗の冒涜によって有罪とされたからである。その上で、もし対象としているのであれば、ジョンソンによる国旗の焼却が表現的行為を構成し、その有罪判決について争うにあたって修正第1条の発動が許されるかを検討した。
「言論」（speech）について、その自由の剥奪を修正第1条は明示的に禁じているが、裁判所は、長きにわたって認められてきたように、その保護の対象が話す又は書く言葉にとどまるものではないことを改めて確認した。
裁判所は、「それによって思想を表現する意図があれば、個人の行うあらゆる種類の行為が際限なく『言論』とみなされ得るという見解」を否定しつつも、「意思伝達的要素を十分に備えた行為であれば、修正第1条及び第14条の射程に含まれる可能性がある」ことを認めた。そして、特定の行為が、修正第1条を適用するに足る意思伝達的要素を有するかを決するにあたり、裁判所は「特定の意思を伝達する意図が存在し、それを目にしたものが当該意思を理解できる蓋然性が認められるか」を問題にした。
裁判所は、その周囲の状況に照らし、ジョンソンが国旗を焼却した行為は、「表現的行為を構成し、修正第1条の発動が許される」と判断した。当該行為は共和党全国大会と時期を同じくして実施されたデモ行為の最後になされており、その表現的かつあからさまに政治的な性質は、そのように意図されたものであり、かつ極めて明白なものであるとした。その上で、一般的に、政府は表現的行為を制限するにあたり、書く又は話す言葉を制限する場合に比してより広範な裁量を持つものであるが」、他方で「それが表現的要素を持つからといって、特定の行為を禁止する」ことが許されるわけではないと結論付けた。
もっとも、テキサス州は、ジョンソンの行為がその本質において表現的であることを認めていた。そのため、裁判所によって検討された鍵となる論点は、表現そのものに対する規制ではない場合を対象としたより制限的でない緩やかな合憲性判定基準であるオブライエン・テスト適用の可否を決する前提として、「テキサス州が、ジョンソンを有罪とする理由となる利益の存在を主張しており、それが表現の抑圧とは無関係なものであるか」否かであった。
公判において、テキサス州は次の二つの論拠によって、当該州法が合憲であると主張していた。まず第一に、州は治安侵害を予防するやむにやまれぬ利益（compelling interest）を有していたという点、第二に、州は崇拝の対象となっている国家の象徴を保護するやむにやまれぬ利益を有していたという点である。
しかし、第一の「治安侵害」に基づく正当性の主張に関し、裁判所は、「ジョンソンの国旗焼却によって、治安が現実に妨害された、又はそのおそれが生じたとはいえない」と判断し、そのことはテキサス州も同様に認めていた。裁判所は、国旗焼却には治安侵害を「誘発する傾向」があるとの根拠に基づき、これを罰し得るとするテキサス州の主張を排斥した。その判断にあたり、裁判所は「差し迫った非合法な行動」（imminent lawless action）を扇動するものである場合に限って言論を処罰し得るとした1969年のブランデンバーグ対オハイオ州事件の基準を引用した上で、国旗焼却は、差し迫った非合法な行動のおそれを必ずしも誘発するものではないとした。また、喧嘩言葉（fighting words）の法理についても、ジョンソンの表現的行為は合理的な見物人（reasonable onlooker）であれば個人的な侮辱や格闘への誘引とみなすようなものではなかったとしてその適用を否定した。さらに、裁判所は、「治安侵害」を直接的に処罰するテキサス州法の規定が別に既に存在することから、国旗冒涜を罰することなく治安妨害の予防は達成し得ると指摘した。
また、第二の象徴としての国旗を保護する利益に関しては、「国家と国家の統一性の象徴」としての意味が否定されることに対する懸念自体が、国旗はそのような意味を有しない、あるいは国家としての統一性といったものは享受したくないという意思を伝達する個人との関係でまさに「自由な表現の抑圧」と関連するものであるから、まず本件はオブライエン・テストの射程外にあると判断した。
さらに、象徴の保護という利益によってジョンソンを有罪とすることが正当化し得るかという点については、テキサス州法は国旗の物理的一体性を損なう行為全般ではなく、意図的に他者を「著しく不快」にさせる（serious offense）ものに限って禁じていたところ、ジョンソンはそのような政府の政策に対する不満という修正第1条の価値の中核をなす表現をしたことによって起訴されたとし、かかる内容に基づく規制は「最も厳格な審査」（the most exacting scrutiny）に服さなければならないことを示した。そして、裁判所は、「修正第1条の根底に横たわる岩盤としての原理があるとすれば、それは、単に社会がある思想を単に不快又は不愉快と考えるからといって、政府が当該思想の表現を禁じることはできないということである」とした。その上で、「例え我々の国旗が関わっている場合であっても、（上記修正第1条の岩盤の原理に対する）例外は認められない……さらに、憲法の条文及びそれを解釈した判例のいずれにおいても、アメリカ国旗のみに当てはまる別個の法的範疇は示されていない……それゆえ、国旗を対象として、修正第1条で保護される諸原理の馬上槍試合（joust of principles）の例外を創出することは認められない」ことから、政府が象徴としての国旗を保護すべく努力する正当な利益を有するとしても、それは政治的抗議として国旗を焼却した者に刑罰を科すことが許されるということを意味するものではないとし、国旗冒涜を処罰して国旗を神聖化することは、国旗という表象が表している自由を希薄化することになる旨述べた。

### ケネディ裁判官の補足意見
ケネディ裁判官は、ブレナン裁判官の意見に結論においては同意した上で、次のような補足意見を執筆した。
……なぜなら、我々の前には、純粋な憲法の命令に反すると判断されるべき明確かつ単純な制定法が提示されているからである。その帰結については、ほかならぬ我々がその責を負わねばならない。厳然たる事実として、ときに我々は、我々自身が好まぬ判断を下さざるを得ない。我々がそのような判断をするのは、それが正しいからである。法や憲法に照らして判断すればそのような結論に至ることが強いられている、という意味において正しいからである。そして、我々は、判断に際しての手続を非常に重く見てこれに携わっていることから、稀な事件を除き、その結果に対してわざわざ嫌悪の念を表したりはしない。それは、その判断を支配している尊い原理を損ねることを恐れるがゆえなのかもしれない。本件は、そのような稀な事件の一つである。……象徴とは、得てして我々自身の手で作り上げられるものである。だが、国旗は、アメリカ人が共有する信条、法と平和に対する信頼、そして人間精神を支える自由を表現するもので一貫してあり続けている。本日ここにある事件は、それらの信条が我々に課している代償を否が応でも認識せしめるものである。痛恨の極みではあるが基本的なこととして、国旗は、それを侮蔑し手にとる者をも保護しているのである。

## 反対意見

### レンキスト首席裁判官の反対意見
ブレナン裁判官の法廷意見に対しては、二つの反対意見がある。一つが首席裁判官ウィリアム・レンキストのもので、バイロン・ホワイト裁判官及びサンドラ・デイ・オコナー裁判官がこれに加わった。これは、国旗の「特殊な地位」（unique position）に照らし、「被申立人ジョンソンが本件においてした方法による国旗焼却を政府が禁止することは正当化される」とした。レンキストは、次のように書いた。
アメリカの国旗は、昔から200年を超える我々の歴史を通じて、我々の国家を具現化した目に見える形の象徴となっている。それは、何らかの特定の政党や、特定の政治哲学を代表するものではない。国旗は、意見の自由市場において承認されるべく競争し合う単なる別の「思想」や「見解」などではない。何百万人ものアメリカ人が、その社会的、政治的、哲学的信条の如何にかかわらず、国旗を神秘的な畏敬の対象同然のものとして扱っている。私は、修正第1条によって、公然と国旗を焼却する行為を犯罪とする連邦議会の法及び50州中48州の法を無効とすることには賛同できない。
また、レンキストは、国旗焼却は「何らかの思想の表出の本質的部分」ではなく、むしろ「不明瞭な唸り声や吠え声にも等しいものであり、何らかの特定の思想を表現するためではなく、他の思想と敵対するのに耽るためのものであるらしい、といって差し支えないであろう」と論じた。さらに、問題の州法は、ジョンソンによる思想の表現方法に対してのみ課せられた合理的な制限であり、「国家の政策に対する深い不満の意を表明するためというのであれば、他のありとあらゆる種類の象徴も、考えられる限りの形態による言語的表現も」ジョンソンには残されていたとまで述べ、「修正第1条は、ありとあらゆる時及び場所における考え得る限りのすべての手段をとる権利まで保障するものではない」とした1984年の『City Council of Los Angeles v. Taxpayers for Vincent』事件最高裁判決の多数意見を引用している。

### スティーブンス裁判官の反対意見
ジョン・ポール・スティーブンス裁判官もまた、反対意見を執筆している。スティーブンスは、国旗は「13の未熟な植民地を世界大国へと変容させた、勇気、決意及び天賦の誇りある象徴を超える意味を有する。これは、自由、平等な機会、宗教的寛容、及び同じ情熱を共有する他の人々に向ける善意の象徴である . . . そのような象徴としての国旗の価値は計り知れない」とした上で、次のように結論付けた。「本件は、『不愉快な思想』とは何らの関係もない。本件では、私の思うに、重要な国家の財産の価値を減ずる不愉快な行為が問題となっているのである」とし、ジョンソンは意見それ自体によってではなく、意見を表明するための手段によって罰せられたにすぎないとした。

## 評価とその後の展開
本件以前にも表現の自由に対する規制との関連で国旗が問題になったケースは複数存在するが、本件は国旗焼却について正面から憲法判断を下した点でその意義が認められる。
本判決により、50州のうち48州で施行されていた国旗冒涜に関する法が事実上効力を失った。ただし、本件でジョンソンはテキサス州法について不明確でありかつ過度に広汎であるとして文面審査（facial challenge）の申立てを行っていたが、裁判所は、政治的な「表現」にその射程を限定し、本事件に適用される限りにおいて法律を違憲無効と判断するいわゆる適用違憲の方法によってその解決を図っており、本判決によって国家冒涜に関する各州法が即無効となるような法的効果が生じたわけではない。また、上記のとおり、本件で問題となったテキサス州法は他者にとって「不快」なメッセージを伝達するものかを問題にしている点でまさに表現内容に着目した規制というべきであるが、その規定の仕方によっては本判決に抵触しない制定法も観念し得るとする見解もある。
なお、本判決は、保守派のアイドルとでもいうべきスカリア裁判官が多数意見に加わった一方で、リベラル派と目されていたスティーブンス裁判官が反対意見を執筆するなど、裁判官の普段の判断傾向からすると左右入り乱れる結果となったことでも注目された。
本判決から40年以上が経過した現在でも、この問題に関する議論は継続している。世論調査によれば、過半数のアメリカ人は、国旗冒涜に対する規制を未だ支持しているといわれる。本判決の後、1989年に連邦議会で法案が可決され、成立した国旗保護法によって、国旗を冒涜する行為が連邦法上の犯罪とされた。しかし、1990年のアメリカ合衆国対アイクマン事件最高裁判決において、テキサス対ジョンソン事件と同じく、裁判官5人の多数によってこれも違憲と判断された（その意見もブレナン裁判官が執筆した）。それ以来、連邦議会は、国旗冒涜について定めた憲法修正案の可決を複数回試みている。かかる修正案はたいてい下院は通過するものの、常に上院で否決されている。直近の試みとしては、2006年6月27日に一票差で否決された2006年6月27日のS.J.Res.12（上院共同決議案）がある。
日本との関係では、刑法上の器物損壊罪の成立が問題になった沖縄日の丸焼却事件控訴審判決において、本判決を前提とした「象徴的表現行為」という概念の承認の可否については留保しつつも、その該当性の判断が傍論として示されている。